# Echites yucatanensis
Echites yucatanensis är en oleanderväxtart som beskrevs av Charles Frederick Millspaugh och Standley. Echites yucatanensis ingår i släktet Echites och familjen oleanderväxter. Inga underarter finns listade i Catalogue of Life.